# NGC 447
NGC 447 (również IC 1656, PGC 4550 lub UGC 804) – galaktyka spiralna z poprzeczką (SB0-a), znajdująca się w gwiazdozbiorze Ryb. Odkrył ją Heinrich Louis d’Arrest 8 października 1861 roku.